# Тимошино (Макарьевский район)
Тимошино — село в Макарьевском районе Костромской области. До 31 мая 2021 года административный центр Тимошинского сельского поселения, с 31 мая в составе Унженского сельского поселения.

## Население
| 2008 | 2010 | 2014 |
| ---- | ---- | ---- |
| 280  | ↘232 | ↗242 |

преобладает пожилое население, численность с каждым годом уменьшается,несмотря на официальные данные. в 2010-х годах произошёл выпуск последнего ученика Тимошинской школы

## География
Село располагается на речке Белый Лух. Рядом располагаются деревни Нестерово, Акатиха, Халабурдиха, Карьково, а также Кукуй, Змеевка, Раздолье. Все они теперь в ходят в состав Тимошино из-за "вымирания" вышеперечисленных населённых пунктов

## История
Село Тимошино впервые упоминается 22 января 1614 г , но празднование всегда происходит в начале-середине июня